# Großer Preis von Frankreich 1994
Der Große Preis von Frankreich 1994 (offiziell 80e Grand Prix de France) fand am 3. Juli auf dem Circuit de Nevers Magny-Cours in Magny-Cours statt und war das siebte Rennen der Formel-1-Weltmeisterschaft 1994.

## Berichte

### Hintergrund
Nach dem Großen Preis von Kanada führte Michael Schumacher in der Fahrerwertung mit 33 Punkten vor Damon Hill und mit 43 Punkten vor Gerhard Berger und Jean Alesi. In der Konstrukteurswertung führte Benetton-Ford mit 25 Punkten vor Ferrari und mit 32 Punkten vor Williams-Renault.
Vor dem Rennwochenende gab es drei Fahrerwechsel: Nigel Mansell kehrte in die Formel 1 zurück und fuhr anstelle von David Coulthard für Williams-Renault. Er hatte die Formel 1 Ende 1992 verlassen, um in der CART-Serie zu starten. JJ Lehto wurde von Benetton-Ford geschont und durch den Testfahrer Jos Verstappen ersetzt, der zuvor Lehto zu Beginn der Saison vertreten hatte. Jean-Marc Gounon fuhr nach dem Unfall von Andrea Montermini beim Großen Preis von Spanien den zweiten Simtek-Ford.
Mit Mansell (viermal) trat ein ehemaliger Sieger zu diesem Grand Prix an.

### Qualifying
Hill holte sich zum ersten Mal in dieser Saison mit 1:16,282 Minuten die Pole-Position vor Rückkehrer Mansell und Schumacher. Paul Belmondo und Betrand Gachot im Pacific-Ilmor scheiterten an der Qualifikation.

### Rennen
Olivier Panis und Gianni Morbidelli kollidierten in Runde 29. Für Panis war dies der einzige Ausfall der Saison.
Schumacher gewann das Rennen vor Hill und Berger. Heinz-Harald Frentzen wurde Vierter, sein bisher bestes Formel-1-Ergebnis. Pierluigi Martini wurde Fünfter und Andrea de Cesaris wurde Sechster. Dies sollten die letzten Weltmeisterschaftspunkte sein, die Martini und de Cesaris in ihrer Karriere erzielten, da de Cesaris in seiner Formel-1-Karriere kein weiteres Rennen beenden konnte. Der neunte Platz von Gounon mit vier Runden Rückstand wäre das beste Ergebnis für das Simtek-Team, eine Leistung, die es nur noch einmal erreichen würde.
Sowohl in der Fahrer- als auch in der Konstrukteurswertung blieben die ersten drei Positionen unverändert.

## Meldeliste
| Team                      | Nr. | Fahrer                | Chassis        | Motor                 | Reifen |
| ------------------------- | --- | --------------------- | -------------- | --------------------- | ------ |
| Rothmans Williams Renault | 0   | Damon Hill            | Williams FW16  | Renault 3.5 V10       | G      |
| Rothmans Williams Renault | 02  | Nigel Mansell         | Williams FW16  | Renault 3.5 V10       | G      |
| Tyrrell                   | 03  | Ukyō Katayama         | Tyrrell 022    | Yamaha 3.5 V10        | G      |
| Tyrrell                   | 04  | Mark Blundell         | Tyrrell 022    | Yamaha 3.5 V10        | G      |
| Mild Seven Benetton Ford  | 05  | Michael Schumacher    | Benetton B194  | Ford Zetec-R 3.5 V8   | G      |
| Mild Seven Benetton Ford  | 06  | Jos Verstappen        | Benetton B194  | Ford Zetec-R 3.5 V8   | G      |
| Marlboro McLaren Peugeot  | 07  | Mika Häkkinen         | McLaren MP4/9  | Peugeot 3.5 V10       | G      |
| Marlboro McLaren Peugeot  | 08  | Martin Brundle        | McLaren MP4/9  | Peugeot 3.5 V10       | G      |
| Footwork Ford             | 09  | Christian Fittipaldi  | Footwork FA15  | Ford HB 3.5 V8        | G      |
| Footwork Ford             | 10  | Gianni Morbidelli     | Footwork FA15  | Ford HB 3.5 V8        | G      |
| Team Lotus                | 11  | Alessandro Zanardi    | Lotus 107C     | Mugen-Honda 3.5 V10   | G      |
| Team Lotus                | 12  | Johnny Herbert        | Lotus 107C     | Mugen-Honda 3.5 V10   | G      |
| Sasol Jordan              | 14  | Rubens Barrichello    | Jordan 194     | Hart 3.5 V10          | G      |
| Sasol Jordan              | 15  | Eddie Irvine          | Jordan 194     | Hart 3.5 V10          | G      |
| Tourtel Larrousse F1      | 19  | Olivier Beretta       | Larrousse LH94 | Ford HB 3.5 V8        | G      |
| Tourtel Larrousse F1      | 20  | Érik Comas            | Larrousse LH94 | Ford HB 3.5 V8        | G      |
| Minardi Scuderia Italia   | 23  | Pierluigi Martini     | Minardi M193B  | Ford HB 3.5 V8        | G      |
| Minardi Scuderia Italia   | 24  | Michele Alboreto      | Minardi M193B  | Ford HB 3.5 V8        | G      |
| Ligier Gitanes Blondes    | 25  | Éric Bernard          | Ligier JS39B   | Renault 3.5 V10       | G      |
| Ligier Gitanes Blondes    | 26  | Olivier Panis         | Ligier JS39B   | Renault 3.5 V10       | G      |
| Scuderia Ferrari SpA      | 27  | Jean Alesi            | Ferrari 412T1  | Ferrari 3.5 V12       | G      |
| Scuderia Ferrari SpA      | 28  | Gerhard Berger        | Ferrari 412T1  | Ferrari 3.5 V12       | G      |
| Broker Sauber Mercedes    | 29  | Andrea de Cesaris     | Sauber C13     | Mercedes-Benz 3.5 V10 | G      |
| Broker Sauber Mercedes    | 30  | Heinz-Harald Frentzen | Sauber C13     | Mercedes-Benz 3.5 V10 | G      |
| MTV Simtek Ford           | 31  | David Brabham         | Simtek S941    | Ford HB 3.5 V8        | G      |
| MTV Simtek Ford           | 32  | Jean-Marc Gounon      | Simtek S941    | Ford HB 3.5 V8        | G      |
| Pacific Grand Prix Ltd    | 33  | Paul Belmondo         | Pacific PR01   | Ilmor 3.5 V10         | G      |
| Pacific Grand Prix Ltd    | 34  | Bertrand Gachot       | Pacific PR01   | Ilmor 3.5 V10         | G      |

## Klassifikationen

### Qualifying
| Pos. | Fahrer                | Konstrukteur      | Q1       | Q2       | Start |
| ---- | --------------------- | ----------------- | -------- | -------- | ----- |
| 01   | Damon Hill            | Williams-Renault  | 1:17,539 | 1:16,282 | 01    |
| 02   | Nigel Mansell         | Williams-Renault  | 1:18,340 | 1:16,359 | 02    |
| 03   | Michael Schumacher    | Benetton-Ford     | 1:17,085 | 1:16,707 | 03    |
| 04   | Jean Alesi            | Ferrari           | 1:17,855 | 1:16,954 | 04    |
| 05   | Gerhard Berger        | Ferrari           | 1:17,441 | 1:16,959 | 05    |
| 06   | Eddie Irvine          | Jordan-Hart       | 1:19,463 | 1:17,441 | 06    |
| 07   | Rubens Barrichello    | Jordan-Hart       | 1:18,326 | 1:17,482 | 07    |
| 08   | Jos Verstappen        | Benetton-Ford     | 1:18,669 | 1:17,645 | 08    |
| 09   | Mika Häkkinen         | McLaren-Peugeot   | 1:19,041 | 1:17,768 | 09    |
| 10   | Heinz-Harald Frentzen | Sauber-Mercedes   | 1:19,318 | 1:17,830 | 10    |
| 11   | Andrea de Cesaris     | Sauber-Mercedes   | 1:20,145 | 1:17,866 | 11    |
| 12   | Martin Brundle        | McLaren-Peugeot   | 1:18,112 | 1:18,031 | 12    |
| 13   | Olivier Panis         | Ligier-Renault    | 1:19,697 | 1:18,044 | 13    |
| 14   | Ukyō Katayama         | Tyrrell-Yamaha    | 1:19,969 | 1:18,192 | 14    |
| 15   | Éric Bernard          | Ligier-Renault    | 1:19,292 | 1:18,236 | 15    |
| 16   | Pierluigi Martini     | Minardi-Ford      | 1:20,084 | 1:18,248 | 16    |
| 17   | Mark Blundell         | Tyrrell-Yamaha    | 1:20,001 | 1:18,381 | 17    |
| 18   | Christian Fittipaldi  | Footwork-Ford     | 1:20,801 | 1:18,568 | 18    |
| 19   | Johnny Herbert        | Lotus-Mugen-Honda | 1:20,108 | 1:18,715 | 19    |
| 20   | Érik Comas            | Larrousse-Ford    | 1:20,576 | 1:18,811 | 20    |
| 21   | Michele Alboreto      | Minardi-Ford      | 1:20,097 | 1:18,890 | 21    |
| 22   | Gianni Morbidelli     | Footwork-Ford     | 1:20,707 | 1:18,936 | 22    |
| 23   | Alessandro Zanardi    | Lotus-Mugen-Honda | 1:20,122 | 1:19,066 | 23    |
| 24   | David Brabham         | Simtek-Ford       | 1:22,527 | 1:19,771 | 24    |
| 25   | Olivier Beretta       | Larrousse-Ford    | 1:21,964 | 1:19,863 | 25    |
| 26   | Jean-Marc Gounon      | Simtek-Ford       | 1:23,264 | 1:21,829 | 26    |
| DNQ  | Bertrand Gachot       | Pacific-Ilmor     | 1:24,048 | 1:21,952 | –     |
| DNQ  | Paul Belmondo         | Pacific-Ilmor     | 1:24,637 | 1:23,004 | –     |

### Rennen
| Pos | Fahrer                | Konstrukteur      | Runden | Stopps | Zeit        | Start | Schnellste Runde |
| --- | --------------------- | ----------------- | ------ | ------ | ----------- | ----- | ---------------- |
| 1   | Michael Schumacher    | Benetton-Ford     | 72     | 3      | 1:38:35,704 | 03    | 1:19,753 (03.)   |
| 2   | Damon Hill            | Williams-Renault  | 72     | 2      | + 12,642    | 01    | 1:19,678 (04.)   |
| 3   | Gerhard Berger        | Ferrari           | 72     | 2      | + 52,765    | 05    | 1:20,659 (03.)   |
| 4   | Heinz-Harald Frentzen | Sauber-Mercedes   | 71     | 2      | + 1 Runde   | 10    | 1:22,080 (04.)   |
| 5   | Pierluigi Martini     | Minardi-Ford      | 70     | 2      | + 2 Runden  | 16    | 1:22,852 (09.)   |
| 6   | Andrea de Cesaris     | Sauber-Mercedes   | 70     | 2      | + 2 Runden  | 11    | 1:22,121 (13.)   |
| 7   | Johnny Herbert        | Lotus-Mugen-Honda | 70     | 2      | + 2 Runden  | 19    | 1:22,763 (09.)   |
| 8   | Christian Fittipaldi  | Footwork-Ford     | 70     | 1      | + 2 Runden  | 18    | 1:22,852 (09.)   |
| 9   | Jean-Marc Gounon      | Simtek-Ford       | 68     | 2      | + 4 Runden  | 26    | 1:24,351 (06.)   |
| 10  | Mark Blundell         | Tyrrell-Yamaha    | 67     | 1      | + 5 Runden  | 17    | 1:23,368 (34.)   |
| 11  | Érik Comas            | Larrousse-Ford    | 66     | 1      | DNF         | 20    | 1:23,037 (14.)   |
| –   | Ukyō Katayama         | Tyrrell-Yamaha    | 53     | 2      | DNF         | 14    | 1:22,493 (10.)   |
| –   | Mika Häkkinen         | McLaren-Peugeot   | 48     | 2      | DNF         | 09    | 1:21,829 (37.)   |
| –   | Nigel Mansell         | Williams-Renault  | 45     | 2      | DNF         | 02    | 1:20,242 (04.)   |
| –   | Jean Alesi            | Ferrari           | 41     | 1      | DNF         | 04    | 1:20,220 (03.)   |
| –   | Rubens Barrichello    | Jordan-Hart       | 41     | 1      | DNF         | 07    | 1:20,762 (11.)   |
| –   | Éric Bernard          | Ligier-Renault    | 40     | 2      | DNF         | 15    | 1:23,195 (09.)   |
| –   | Olivier Beretta       | Larrousse-Ford    | 36     | 1      | DNF         | 25    | 1:23,739 (04.)   |
| –   | Martin Brundle        | McLaren-Peugeot   | 29     | 1      | DNF         | 12    | 1:21,992 (23.)   |
| –   | Gianni Morbidelli     | Footwork-Ford     | 28     | 0      | DNF         | 22    | 1:23,299 (04.)   |
| –   | Olivier Panis         | Ligier-Renault    | 28     | 1      | DNF         | 13    | 1:22,625 (14.)   |
| –   | David Brabham         | Simtek-Ford       | 28     | 1      | DNF         | 24    | 1:23,920 (05.)   |
| –   | Jos Verstappen        | Benetton-Ford     | 25     | 2      | DNF         | 08    | 1:21,536 (25.)   |
| –   | Eddie Irvine          | Jordan-Hart       | 24     | 0      | DNF         | 06    | 1:22,007 (08.)   |
| –   | Michele Alboreto      | Minardi-Ford      | 21     | 1      | DNF         | 21    | 1:23,676 (05.)   |
| –   | Alessandro Zanardi    | Lotus-Mugen-Honda | 20     | 0      | DNF         | 23    | 1:23,558 (13.)   |

## WM-Stände nach dem Rennen
Die ersten sechs Fahrer jedes Rennens bekamen 10, 6, 4, 3, 2 bzw. 1 Punkt(e).

### Fahrerwertung
| Pos. | Fahrer                | Konstrukteur                  | Punkte |
| ---- | --------------------- | ----------------------------- | ------ |
| 01   | Michael Schumacher    | Benetton-Ford                 | 66     |
| 02   | Damon Hill            | Williams-Renault              | 29     |
| 03   | Gerhard Berger        | Ferrari                       | 17     |
| 04   | Jean Alesi            | Ferrari                       | 13     |
| 05   | Rubens Barrichello    | Jordan-Hart                   | 7      |
| 06   | Nicola Larini         | Ferrari                       | 6      |
| 07   | Martin Brundle        | McLaren-Peugeot               | 6      |
| 08   | Heinz-Harald Frentzen | Sauber-Mercedes               | 5      |
| 09   | Mika Häkkinen         | McLaren-Peugeot               | 4      |
| 10   | Karl Wendlinger       | Sauber-Mercedes               | 4      |
| 11   | Ukyō Katayama         | Tyrrell-Yamaha                | 4      |
| 12   | Mark Blundell         | Tyrrell-Yamaha                | 4      |
| 13   | Pierluigi Martini     | Minardi-Ford                  | 4      |
| 14   | Andrea de Cesaris     | Jordan-Hart / Sauber-Mercedes | 4      |
| 15   | Christian Fittipaldi  | Footwork-Ford                 | 3      |
| 16   | David Coulthard       | Williams-Renault              | 2      |
| 17   | Érik Comas            | Larrousse-Ford                | 1      |
| 18   | Michele Alboreto      | Minardi-Ford                  | 1      |

| Pos. | Fahrer              | Konstrukteur      | Punkte |
| ---- | ------------------- | ----------------- | ------ |
| 19   | Eddie Irvine        | Jordan-Hart       | 1      |
| 20   | JJ Lehto            | Benetton-Ford     | 1      |
| 21   | Johnny Herbert      | Lotus-Mugen-Honda | 0      |
| 22   | Olivier Panis       | Ligier-Renault    | 0      |
| 23   | Pedro Lamy          | Lotus-Mugen-Honda | 0      |
| 24   | Éric Bernard        | Ligier-Renault    | 0      |
| 25   | Olivier Beretta     | Larrousse-Ford    | 0      |
| 26   | Alessandro Zanardi  | Lotus-Mugen-Honda | 0      |
| 27   | Jean-Marc Gounon    | Simtek-Ford       | 0      |
| 28   | David Brabham       | Simtek-Ford       | 0      |
| 29   | Roland Ratzenberger | Simtek-Ford       | 0      |
| –    | Gianni Morbidelli   | Footwork-Ford     | 0      |
| –    | Bertrand Gachot     | Pacific-Ilmor     | 0      |
| –    | Jos Verstappen      | Benetton-Ford     | 0      |
| –    | Ayrton Senna        | Williams-Renault  | 0      |
| –    | Paul Belmondo       | Pacific-Ilmor     | 0      |
| –    | Aguri Suzuki        | Jordan-Hart       | 0      |
| –    | Nigel Mansell       | Williams-Renault  | 0      |

### Konstrukteurswertung
| Pos. | Konstrukteur     | Punkte |
| ---- | ---------------- | ------ |
| 01   | Benetton-Ford    | 67     |
| 02   | Ferrari          | 36     |
| 03   | Williams-Renault | 31     |
| 04   | Jordan-Hart      | 11     |
| 05   | Sauber-Mercedes  | 10     |
| 06   | McLaren-Peugeot  | 10     |
| 07   | Tyrrell-Yamaha   | 8      |

| Pos. | Konstrukteur      | Punkte |
| ---- | ----------------- | ------ |
| 08   | Minardi-Ford      | 5      |
| 09   | Footwork-Ford     | 3      |
| 10   | Larrousse-Ford    | 1      |
| 11   | Lotus-Mugen-Honda | 0      |
| 12   | Ligier-Renault    | 0      |
| 13   | Simtek-Ford       | 0      |
| –    | Pacific-Ilmor     | 0      |